# Міжнародний музей дерев'яного взуття
Міжнародний музей дерев'яного взуття (нід. Internationaal Klompenmuseum) — музей у нідерландському місті Елде, провінція Дренте, присвячений різним видам трескурів (дерев'яного взуття) та способам їх виготовлення. Володіє найбільшою колекцією дерев'яного взуття у світі.

## Історія
Музей був заснований на основі колекції братів Ейсо Вітзеса (1916–1977) та Егберта Вітзеса (1925–1988), останніх виробників дерев'яного взуття в Елде. Він відкрився у 1990 році, після їх смерті. У 2002 році до зібрання музею додалася колекція дерев'яного взуття, що належала Х. П. Бонгерсу, викладачеві Технічного коледжу в Енсхеде. В цій колекції були також як традиційні інструменти для виготовлення взуття, так і обладнання ранньоіндустріальної епохи. У 2009 році музей придбав велику колекцію французьких сабо.

## Експозиція
В зібранні музею є:
- більш ніж 2 200 пар дерев'яного взуття та взуття із дерев'яною підошвою з 43 країн світу.
- сотні зразків обладнання та інструментів для виготовлення трескурів з 7 країн Європи.
- Кустарне обладнання 1920-х років з Нідерландів, Німеччини та Франції.
- Значна колекція фотографій і літератури, присвяченій трескурам.

В музеї є п'ять постійних експозицій:
- «Майстерня» — присвячена обладнанню для виготовлення дерев'яного взуття з Нідерландів, Німеччини та Франції. Тут зберігаються унікальна дерев'яна машина 1915 року з провінції Гронінген, форми для виготовлення взуття, що належали родині Аккерман з міста Зондель (Фрисландія), нідерландські інструменти та пилки. Також є «куточок Вітзеса», присвячений Егберту Вітзесу, останньому виробнику кломпів, де виставлені його медалі, дипломи, робочий фартух, інструменти.
- «Історія» — присвячена історії дерев'яного взуття, зокрема, голландських кломпів. Тут зберігається невелика колекція старовинних дитячих кломпів.
- «Голландське дерев'яне взуття» — тут зберігається велике зібрання кломпів різноманітних моделей і кольорів, з усіх провінцій Нідерландів.
- «Європейські трескури» — присвячена дерев'яному взуттю з інших європейських країн, зокрема, Литви, Норвегії, Данії, Німеччини, Бельгії, Франції та Іспанії.
- «Незвичне взуття» — присвячена взуттю з дерев'яними підошвами з численних африканських та азійських країн.

У музеї також часто проводяться тематичні виставки.